# Lonesome Dove (miniserie)
Lonesome Dove es una miniserie televisiva de género western basada en la novela homónima ganadora del premio Pulitzer escrita por Larry McMurtry. Protagonizada por Robert Duvall y Tommy Lee Jones, Lonesome Dove fue transmitida por la CBS desde el 5 de febrero de 1989, consiguiendo un gran número de audiencia, ganando premios y recuperando el formato de miniserie y el género western en televisión.
Se estima que 26.000.000 hogares sintonizaban Lonesome Dove, números desacostumbradamente altos en esa época para un western. El género western estaba considerado muerto por la mayoría de la gente, al igual que las miniseries. Hacia el final de la serie, había conseguido altos niveles de audiencia y renovado la temporada televisiva 1989-1990. Favorita entre el público y la crítica, Lonesome Dove recibió varios premios y honores. En los Premios Emmy de 1989, la miniserie consiguió 18 nominaciones y se llevó siete premios, incluyendo uno para el director Simon Wincer. Otra miniserie de menor audiencia y no tan elogiada por la crítica, War and Remembrance, ganó el Emmy a la mejor miniserie. Aun así, Lonesome Dove conseguiría éxitos posteriores, ganando dos Globos de Oro, como a la mejor miniserie y al mejor actor de miniserie (Robert Duvall).

## Argumento
Augustus "Gus" McCrae (Robert Duvall) y Woodrow F. Call (Tommy Lee Jones), dos famosos ex Rangers de Texas, manejan un establo en el pequeño y polvoriento pueblo de Lonesome Dove en el límite de Texas. Gus es viudo dos veces y Call es adicto al trabajo. Junto a ellos trabajan Joshua Deets (Danny Glover), un cazador y explorador de sus épocas como rangers; Pea Eye Parker, otro ex Ranger, que trabaja duro pero no es muy listo; y Bolivar, un bandido mexicano retirado que ahora les cocina. También viviendo con ellos está Newt Dobbs (Ricky Schroder), un chico de 17 años de edad cuya madre es una prostituta llamada Maggie y cuyo padre podría ser Call.

## Reparto
- Robert Duvall - Capitán Augustus "Gus" McCrae
- Tommy Lee Jones - Capitán Woodrow F. Call
- Danny Glover - Joshua Deets
- Diane Lane - Lorena Wood
- Robert Urich - Jake Spoon
- Frederic Forrest - Blue Duck
- D. B. Sweeney - Dishwater "Dish" Boggett
- Ricky Schroder - Newt Dobbs
- Anjelica Huston - Clara Allen
- Chris Cooper - July Johnson
- Tim Scott - Pea Eye Parker
- Glenne Headly - Elmira Johnson
- Barry Corbin - Roscoe Brown
- William Sanderson - Lippy Jones
- Barry Tubb - Jasper Fant
- Gavin O'Herlihy - Dan Suggs
- Steve Buscemi - Luke
- Frederick Coffin - Big Zwey
- Travis Swords - Allan O'Brien
- Kevin O'Morrison - Doctor
- Jorge Martínez de Hoyos - Po Campo

## Episodios
1. "Leaving" (sábado 4 de febrero de 1989)
2. "On the Trail" (lunes 6 de febrero de 1989)
3. "The Plains" (martes 7 de febrero de 1989)
4. "Return" (miércoles 8 de febrero de 1989)